# Dowiaty Wielkie
Dowiaty Wielkie (biał. Даўяты Вялікія; ros. Довьяты Великие) – wieś na Białorusi, w obwodzie witebskim, w rejonie brasławskim, w sielsowiecie Achremowce.

## Historia
W czasach zaborów wieś w gminie Jody, w powiecie dzisieńskim, w guberni wileńskiej Imperium Rosyjskiego. Pod koniec XIX wieku należała do dóbr Stary Zamosz, własność Romerów.
W latach 1921–1945 wieś leżała w Polsce, w województwie wileńskim, w powiecie dziśnieńskim (od 1926 w powiecie brasławskim), w gminie Jody.
Według Powszechnego Spisu Ludności z 1921 roku zamieszkiwało tu 99 osób, 71 było wyznania rzymskokatolickiego, a 28 prawosławnego. Jednocześnie 29 mieszkańców zadeklarowało polską przynależność narodową, a 70 białoruską. Były tu 22 budynki mieszkalne. W 1931 w 20 domach zamieszkiwało 111 osób.
Wierni należeli do parafii rzymskokatolickiej i prawosławnej w Zamoszach. Miejscowość podlegała pod Sąd Grodzki w Brasławiu i Okręgowy w Wilnie; właściwy urząd pocztowy mieścił się w Jodach.
W wyniku napaści ZSRR na Polskę we wrześniu 1939 miejscowość znalazła się pod okupacją sowiecką. 2 listopada została włączona do Białoruskiej SRR. Od czerwca 1941 roku pod okupacją niemiecką. Do wybuchy wojny niemiecko-rosyjskiej wieś zamieszkiwało 158 osób w 21 domach. W trakcie wojny wieś został doszczętnie zniszczona. Zginęło 5 mieszkańców.
W 1944 miejscowość została ponownie zajęta przez wojska sowieckie i włączona do Białoruskiej SRR.
Od 1991 w składzie niepodległej Białorusi.